# Shortwood United F.C.
Shortwood United Football Club là một câu lạc bộ bóng đá Anh nằm ở Nailsworth, Gloucestershire. Hiện tại đội bóng là thành viên của Division One South & West thuộc Southern League và thi đấu trên sân nhà Meadowbank Ground.

## Lịch sử
Câu lạc bộ được thành lập năm 1900 tại Shortwood, Nailsworth. Câu lạc bộ thăng hạng từ Stroud and District League lên Gloucestershire Northern Senior League những năm đầu 1970, trước khi gia nhập Gloucestershire County League năm 1975. Sau khi về đích thứ 2 chung cuộc ở các mùa giải 1979–80 và 1980–81, câu lạc bộ vô địch ở mùa giải 1981–82 và được lên thi đấu ở Premier Division của Hellenic League.
Sau khi về đích áp chót tại mùa giải đầu tiên được thi đấu, đội bóng lại xuống chơi ở Division One. Tuy nhiên, họ trở lại Premier Division ngay sau đó khi về đích thứ 2 chung cuộc ở Division One mùa giải 1983–84. Đội bóng tiếp tục vô địch Premier Division ngay trong mùa giải đầu tiên trở lại.
Mùa giải sau đó câu lạc bộ cán đích ở vị trí thứ 2 và tương tự ở mùa giải 1989–90, trước khi giành chức vô địch Premier Division thứ hai tại mùa giải 1991–92. Mùa giải 1993–94 họ tiếp tục là á quân, nhưng sau đó câu lạc bộ phải trải qua nhiều mùa giải trì trệ, luôn kết thúc ở nửa dưới bảng xếp hạng từ năm 1995 đến 2006 ngoại trừ 1 lần. Tuy nhiên, sau khi về đích thứ 2 ở các mùa giải 2008–09, 2009–10 và 2011–12, năm 2012 câu lạc bộ lại thăng hạng lên Southern League.
Mùa giải 2013–14 chứng kiến câu lạc bộ lần đầu tiên trong lịch sử vào đến vòng 1 FA Cup. Sau khi đánh bại đối thủ ở Football Conference là Aldershot Town trên sân khách ở vòng loại 4, Shortwood tiếp đón Port Vale ở vòng một trong một trận đấu được tường thuật trên BT Sport. Tuy thất bại trên sân nhà 4–0, nhưng đã đánh dấu số khán giả đến xem kỉ lục là 1.247.

## Đội hình hiện tại
Ghi chú: Quốc kỳ chỉ đội tuyển quốc gia được xác định rõ trong điều lệ tư cách FIFA. Các cầu thủ có thể giữ hơn một quốc tịch ngoài FIFA.
| Số | VT | Quốc gia | Cầu thủ         |
| -- | -- | -------- | --------------- |
| —  | TM | Anh      | Tom King        |
| —  | TM | Anh      | Ashton Herbert  |
| —  | HV | Anh      | Matthew Bennett |
| —  | HV | Anh      | James Coates    |
| —  | HV | Anh      | Nick Humphrey   |
| —  | HV | Anh      | Phil Veal       |
| —  | TV | Anh      | Adam Price      |
| —  | TV | Anh      | John Cant       |
| —  | TV | Anh      | Tim Haddock     |

| Số | VT | Quốc gia | Cầu thủ                              |
| -- | -- | -------- | ------------------------------------ |
| —  | TV | Anh      | Liam Meredith                        |
| —  | TV | Anh      | Marley Thomas                        |
| —  | TV | Anh      | Josh Egan                            |
| —  | TV | Anh      | Nick Hancock                         |
| —  | TV | Anh      | Alex Sykes (cầu thủ/huấn luyện viên) |
| —  | TĐ | Anh      | Lewis Sommers                        |
| —  | TĐ | Anh      | Ross Langworthy                      |
| —  | TĐ | Anh      | Jake Lee                             |
| —  | TĐ | Anh      | Josh Klein-Davies                    |

## Danh hiệu
- Hellenic League
  - Premier Division: Vô địch 1984–85, 1991–92
  - Division One Cup: 1982–83
- Gloucestershire County League
  - Vô địch: 1981–82
- Gloucestershire FA Trophy
  - Vô địch: 1982–83, 1991-1992 & 2010–11
- Reserve Team - Gloucestershire Northern Senior League Champions 2012
- Reserve Team - Hellenic League Div 2 West Champions 2013

## Kỉ lục
- Số khán giả đến xem: 1,247 với Port Vale, vòng 1 FA Cup, 11 tháng 11 năm 2013[3]
- Thành tích tốt nhất tại FA Cup: Vòng 1, 2013–14
- Thành tích tốt nhất tại FA Vase: Tứ kết, 2011–12